# リヒテンヴァルト
リヒテンヴァルト (ドイツ語: Lichtenwald) は、ドイツ連邦共和国バーデン＝ヴュルテンベルク州シュトゥットガルト行政管区のエスリンゲン郡に属す町村（以下、本項では便宜上「町」と記述する）である。この町は州道 L1151号線の、ライヒェンバッハ・アン・デア・フィルス (4 km) とショルンドルフ (7 km) との間のシュールヴァルトに位置する。この町はシュトゥットガルト地方（1992年まではミッテレラー・ネッカー地方）およびシュトゥットガルト大都市圏に属す。

## 地理

### 位置
ヘーゲンローエ地区は、ライヒェンバッハタールの、森に覆われた東斜面（地元ではホイベルクとも呼ばれる）に位置し、ヘーエンラントに位置するトーマスハルト地区と同様にシュールヴァルトの混交林に囲まれている。町域は、高度 342 m から 480 m にある。
ヘーエンヴェーク（町民センターから自然友好の家までの遊歩道）ではシュヴェービシェ・アルプやその間に広がる地域のパノラマの良い眺望が得られる。南西方向は約 50 km、東は約 30 km の範囲を見渡すことができる。

### 自治体の構成
リヒテンヴァルトは、ヘーゲンローエ地区とトーマスハルト地区の2つの地区で構成されている。この2つの地区は、かつての独立した町村に由来しており、両者が合併したことで自治体リヒテンヴァルトが成立した。ヘーゲンローエ地区にはヘーゲンローエ集落とバンミューレ、エルミューレおよびリッツェンヴァイラーが属す。トーマスハルト地区にはトーマスハルト集落が属す。町域の約 66 % が森林である。

### 隣接する市町村
西は、同じシュールヴァルト高地に位置するバルトマンスヴァイラーのヴァルトマンスヴァイラー地区およびホーエンゲーレン地区と境を接する。南は谷に位置するライヒェンバッハ・アン・デア・フィルスが隣接する。再びシュールヴァルト高地に位置する東の隣村がビューヒェンブロン（エーバースバッハ・アン・デア・フィルスに属す）、北がシュリヒテン（ショルンドルフに属す）、北西がマノルツヴァイラーおよびエンゲルベルク（ともにヴィンターバッハに属す）である。

### 土地利用
2020年現在のこの町の用途別土地面積および占有率は以下の通りである。
| 用途         | 面積 (ha) | 占有率 (%) |
| ------------ | --------- | ---------- |
| 住宅用地     | 51        | 4.7        |
| 商工業用地   | 7         | 0.7        |
| レジャー用地 | 5         | 0.5        |
| 交通用地     | 34        | 3.2        |
| 農業用地     | 251       | 23.3       |
| 森林         | 720       | 66.7       |
| 水域         | 3         | 0.3        |
| その他       | 9         | 0.8        |
| 合計         | 1,080     | 100.0      |

### 気候
リヒテンヴァルトの気候は、フィルスタールよりもやや厳しい。谷に比べて1日のうちに1-3℃の違いが生じることもある。夕方には温度差は小さくなり、夏には日没後に暖かい空気が谷から登ってくるため、この影響で逆転が起こることもある。一般的にはリヒテンヴァルトは山の背にあるため、谷よりも気温が低い。冬には、シュールヴァルト全体で、フィルスタール、ネッカータール、レムスタールに比べて頻繁に、しかも長い間雪が降る。山地にあり、西と東がほぼ開けているため日照を最大限に受けることができる。

## 歴史

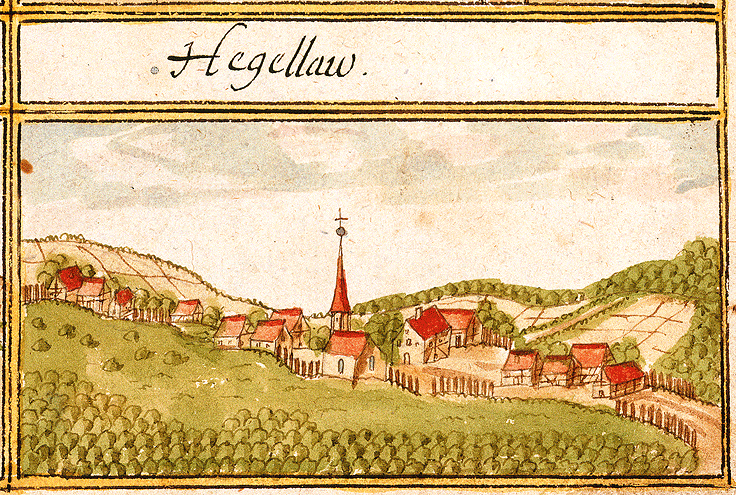
ヘーゲンローエ（1685年）

### ヘーゲンローエ
ヘーゲンローエは、1173年4月26日に対立教皇カリストゥス3世がヘーゲンローエを聖ブラジーエン修道院（南シュヴァルツヴァルト）の土地であると認めた書状に Haginilo という表記で初めて記録されている。フォークト（代官）の職は1364年までテック公が務めた。その後ヘーゲンローエのフォークトはヴュルテンベルク伯に移され、その下でエスリンゲンのホルダーマン家に与えられた。1457年にフォークトは再びヴュルテンベルク家に返還され、村はアムト・ショルンドルフ（1806年からオーバーアムト・ショルンドルフ）の管轄下となった。1938年の地域再編後この町はエスリンゲン郡に属した。1140年頃に名前が現れるリッツィスヴァイラー集落は、1379年までヘーゲンローエの町内に含まれた。もう一つのヴィッツェンヴァイラーという名前の集落が三十年戦争の前まで存在した。
トーマスハルトとヘーゲンローエは、共同で教会組織を形成していた。ヘーゲンローエは1700年頃に独自の学校教育を導入し始めた。それ以前は学校で学ぶ児童（男児のみ。女児は1739年から）はトーマスハルトやホーエンゲーレンの学校で授業を受ける必要があった。

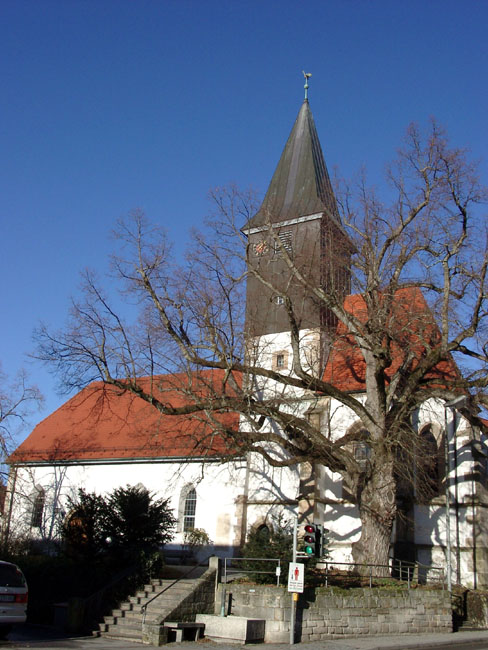
聖十字架教会

#### 聖十字架教会
1173年に礼拝所が初めて文献に記録されている。現在の聖具室は1200年以後に建設されたもので、リブ付きの交差ヴォールトはかなり後になって造られた。岩山の上に建つ福音主義の教区教会である聖十字架教会は、おそらく1479年に完成し、内部は何度も改装が繰り返された。その最後は1955年に行われた。石造りのテーブル祭壇はおそらく最初の礼拝堂からのものである。北壁にはゴシック様式の洗礼の壁龕、平屋根の身廊の、やはり北壁に後期ゴシック様式の秘蹟の壁龕（1479年）が設けられている。木製の祭壇のキリスト十字架像は1520年頃に創られた作者不明の像で、1955年に修復がなされた。最初のオルガンはおそらく1700年頃に設けられた。現在のオルガンは1835年に製作されたものである。

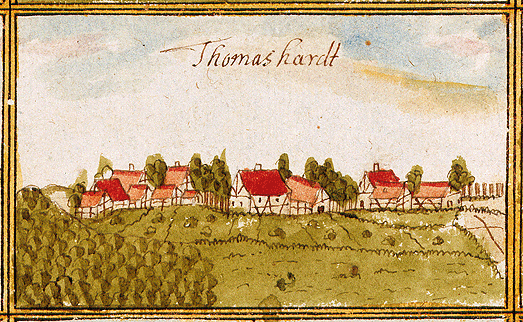
トーマスハルト（1685年）

教会塔は高さ 29 m、中世のオーク材を使った堅牢な構造で2面を支えており、1809年に上部2層が屋根とともに完全に建て替えられた。最初の大きな教会の鐘は1501年にエスリンゲンの鐘鋳造者シドラーによって鋳造されたもので重さは約 300 kg であったが、1949年に亀裂が入り、再鋳造を余儀なくされた。それ以前、第二次世界大戦時に押収され、エスリンゲンに移送されたが、1947年に返還された。小さな鐘は1832年に改鋳され、第一次世界大戦中の1917年に鋳つぶされ、1922年に新たに鋳造された。3つめの鐘「タウフグロッケ」は1949年に製作された。鐘は e-g-a（大鐘 - 小鐘 - タウフグロッケ）の音で鳴る。

### トーマスハルト
トーマスハルトは1324年11月18日の文書に Dagemanshart という表記で初めて登場する。この集落の一部は1333年までアイヒェルベルク伯の所有、別の部分は1367年までテック公の所有であった。その後ヴュルテンベルク伯がそれぞれの権利を獲得した。村のさらに別の部分は1268年からアーデルベルク修道院に属し、1362年からそのフォークトの権利をヴュルテンベルクが継承した。土地所有権自体は1535年まで修道院が保持した。この町は1453年以降アムト・ショルンドルフ（1758年から1934年までオーバーアムト・ショルンドルフ、その後1934年から1938年まではショルンドルフ郡）に属し、1938年にエスリンゲン郡に編入された。
トーマスハルトは1966年になるまで教区も教会堂も持たなかったが、1965年から1966年に復活教会が建設された。教育面では、ヘーゲンローエよりも早く、1812年に学校が建設され、町役場としても使われた。

### 1971年までの共通の歴史
1971年以前からすでに多くの点でトーマスハルトとヘーゲンローエとの間で共通点があった。両自治体は1560年から1819年までシュリヒテン森林裁判所（当時裁判所は行政も兼ねた）に属し、1819年にシュリヒテンおよびバイアーエックとともにトーマスハルトに本部を置く共同自治体を形成していた。バイアーエックとシュリヒテンがこの連合から撤退した後、1825年9月29日に残っていた2つの地域は分離され、再び独立した状態となった。領邦史上は、この村は何世紀にもわたって旧ヴュルテンベルクの一部であり、1806年から1918年までヴュルテンベルク王国、その後はヴュルテンベルク自由人民州の一部であった。1945年にこの村はアメリカ管理地区に組み込まれ、従って新設されたヴュルテンベルク＝バーデン州に属した。この州は1952年に現在のバーデン＝ヴュルテンベルク州となった。1971年に改めて合併する以前からトーマスハルトとヘーゲンローエは学校連合を締結していた。1962年には現在基礎課程学校がある両町の境界地域に学校が建設された。

### 1971年以降のリヒテンヴァルト
自治体リヒトヴァルトは1971年1月1日にそれまで独立した町村であったヘーゲンローエとトーマスハルトが自発的に合併して成立した。1970年12月13日の住民投票では 90 % 以上の投票者が合併に賛成票を投じた。

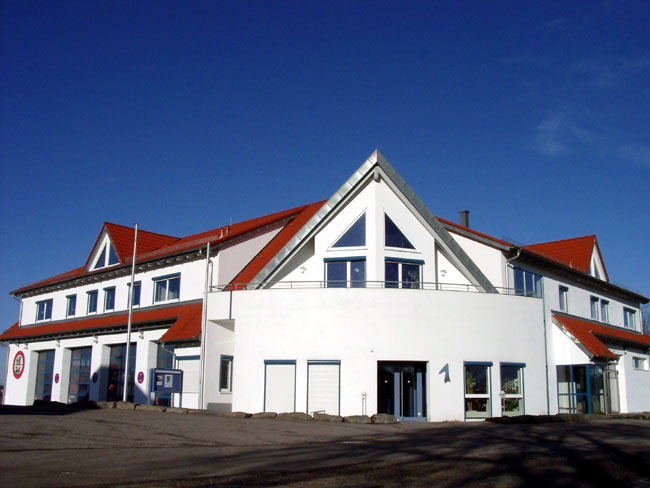
リヒテンヴァルトの町民センター

リヒテンヴァルト (Lichtenwald) という地名は、「lichten Wald」（明るい森）に由来する。これは1555年のショルンドルフ営林署の古い森林台帳にすでにヘーゲンローエとトーマスハルトに関連して記されている概念であった。地名の構成要素である Lohe や Hardt も「柳の森」や「明るい森」に由来する。この賛同を得られた名称の発案者は、トーマスハルトの古くからの住民カール・ロースであった。この他の採用されなかった地名候補には、ヘーゲンハルト、トーマスローエ、シュリヒテンヴァルト、ホーエンラウ、シュールドルフ、ラングゲーレン、ランギラインがあった。
1990年代から多くの公共建設プロジェクトがリヒテンヴァルトで行われている。まずトーマスハルトの町役場とドルフ広場が建設された後、1996年にトーマスハルトの水道塔が芸術的に改築された。このプロジェクトには個人からの寄付、チャリティーイベント、経済界からのスポンサー投資により、55,000マルク以上の資金が集められた。1998年に基礎課程学校近くの青年の家が完成した。2000年10月に町民センターが完成し、ここに消防団、建設資材置き場、クラブや文化イベントのための町民ホールが入っている。2003年には新しいスポーツ広場が建設された。2012年には新しい多目的ホール（公民館兼体育館）が完成した。古い体育館・町立ホールは、改修の必要性が高く、手狭で、この種の建物に必要な現在の要件を満たしていないことから、2012年に取り壊された。

## 住民

### 人口推移

#### 1971年以降のリヒテンヴァルト
人口は1971年の1,351人から30年後の2004年には2,572人にまで増加した。このうち1,360人がヘーゲンローエ、1,212人がトーマスハルトに住んでいた。町行政当局の公式住民統計によれば、2015年3月31日のリヒテンヴァルトの人口は2,559人（ヘーゲンローエ 1,424人、トーマスハルト 1,132人）であった。急速な人口増加の結果、新たな住宅地が造成され、上下水道や新たな道路が建設された。1999年/2000年、ヘーゲンローエに混合・（制限付き）産業用地「ウンメルレス・ホイレ III」が開発された。2004年/2005年にはヘーゲンローエに住宅地ホーエンライン/ゲッセネッカーが開発された。2013年秋にはトーマスハルトでトーマスハルト・オスト（トーマスハルト東）が完成し、北の入口に住宅地と産業用地とを分離するロータリーが設けられた。

#### ヘーゲンローエ
17世紀から19世紀までのこの村の発展は極めてゆっくりとしたものであった。その原因は、1つはその地理的な立地、1つは戦争による荒廃にあった。人口は三十年戦争後の40人から1702年に約80人に増加した。19世紀には人口は278人から371人の間で変動した。第二次世界大戦後の難民受け入れにより人口は 30 % 増加して411人となった（1939年の人口は316人）。1961年までに人口は約 14 % 増加して475人となった。

#### トーマスハルト
トーマスハルトは、昔から常にヘーゲンローエよりも多くの住民が住んでいた。変動の割合はヘーゲンローエと同程度であった。19世紀には309人から414人が住んでいた。第二次世界大戦後人口は約 32 % 増加して433人となった（1939年の人口は327人）。1961年までに人口は約 20 % 増加して545人となった。

## 行政

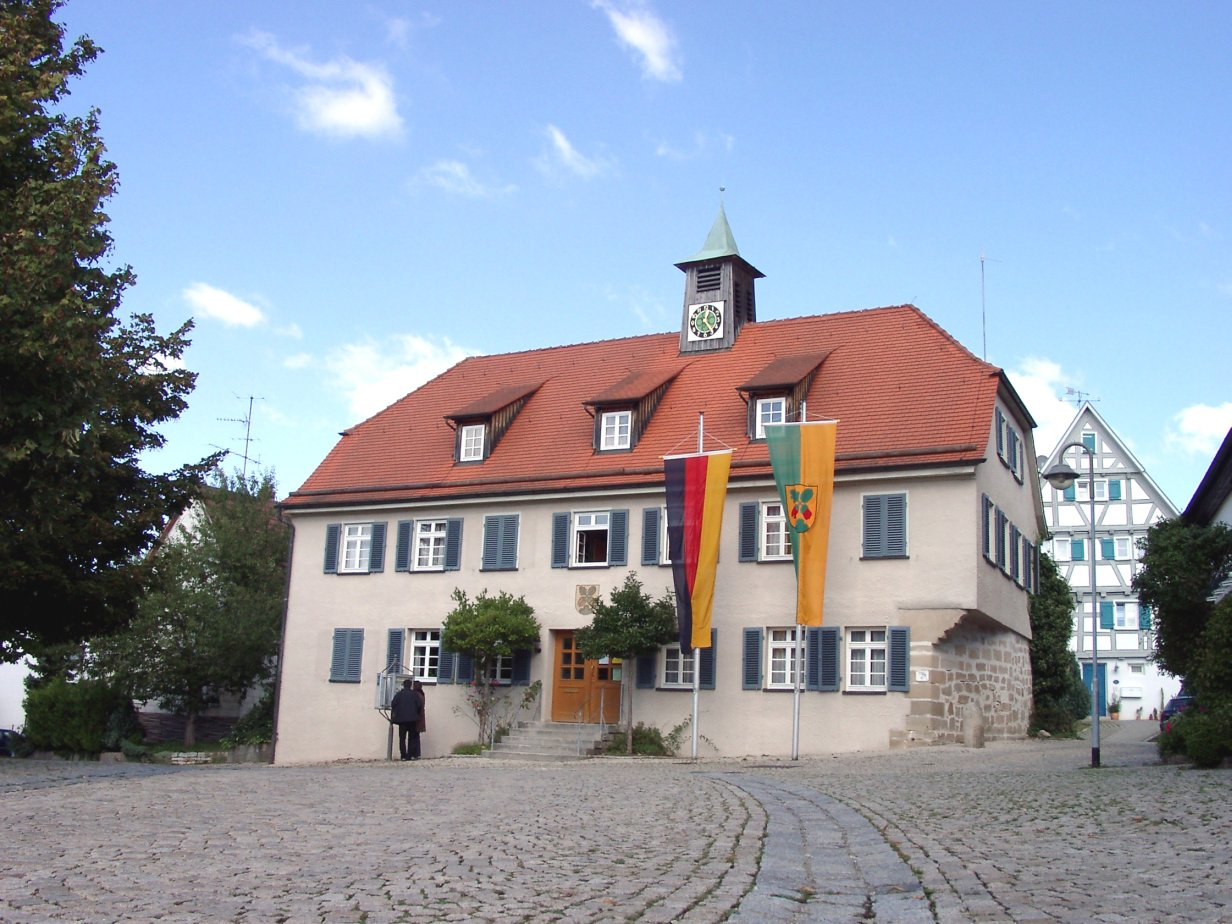
リヒテンヴァルトの町役場

### 首長
フェルディナント・レンチュラーは、2019年2月に 70.54 % の支持票を得て町長に再選された。

### 議会
リヒテンヴァルトの町議会は12議席からなる。議会はこれらの選出された議員と議長と務める町長により運営される。町長は議会において投票権を有している。

### 紋章
図柄: 金地。緑の三峰の山の上に、左上から右下方向に配置された上向きに緑の葉がついた緑の茎に下向きについた赤いブナの実と、向かって右上から左下向きに配置された上向きに緑の葉がついた緑の茎に下向きに緑色の笠がついた赤いオークの実が斜め十字に交差して描かれている。
この新しい紋章は1971年12月13日（リヒテンヴァルト成立後約1年）から用いられている。これに先だって行われた町のコンペティションでは紋章デザインの結果が出せなかったが、シュトゥットガルトの文書館館長から重要な提案がなされた。専門機関は紋章の意味ついて次のように述べている。「この紋章は、合併によって失われた2つの地区の紋章に描かれてた要素を組み合わせたものである。実をつけたオークの葉はヘーゲンローエ、実をつけたブナの葉はトーマスハルトの紋章要素である。これらが斜めの四つ葉飾りのような形で組み合わされることで、達成された両者の一体感を表現している。同時にシュールヴァルトの植物に由来するモチーフによって新しい町名との関連をも示している、新しい紋章の緑の三峰の山は、両者のかつての紋章と同じく、シュールヴァルトの地域内になるこの町の地理的特徴を表している。」

## 経済と社会資本

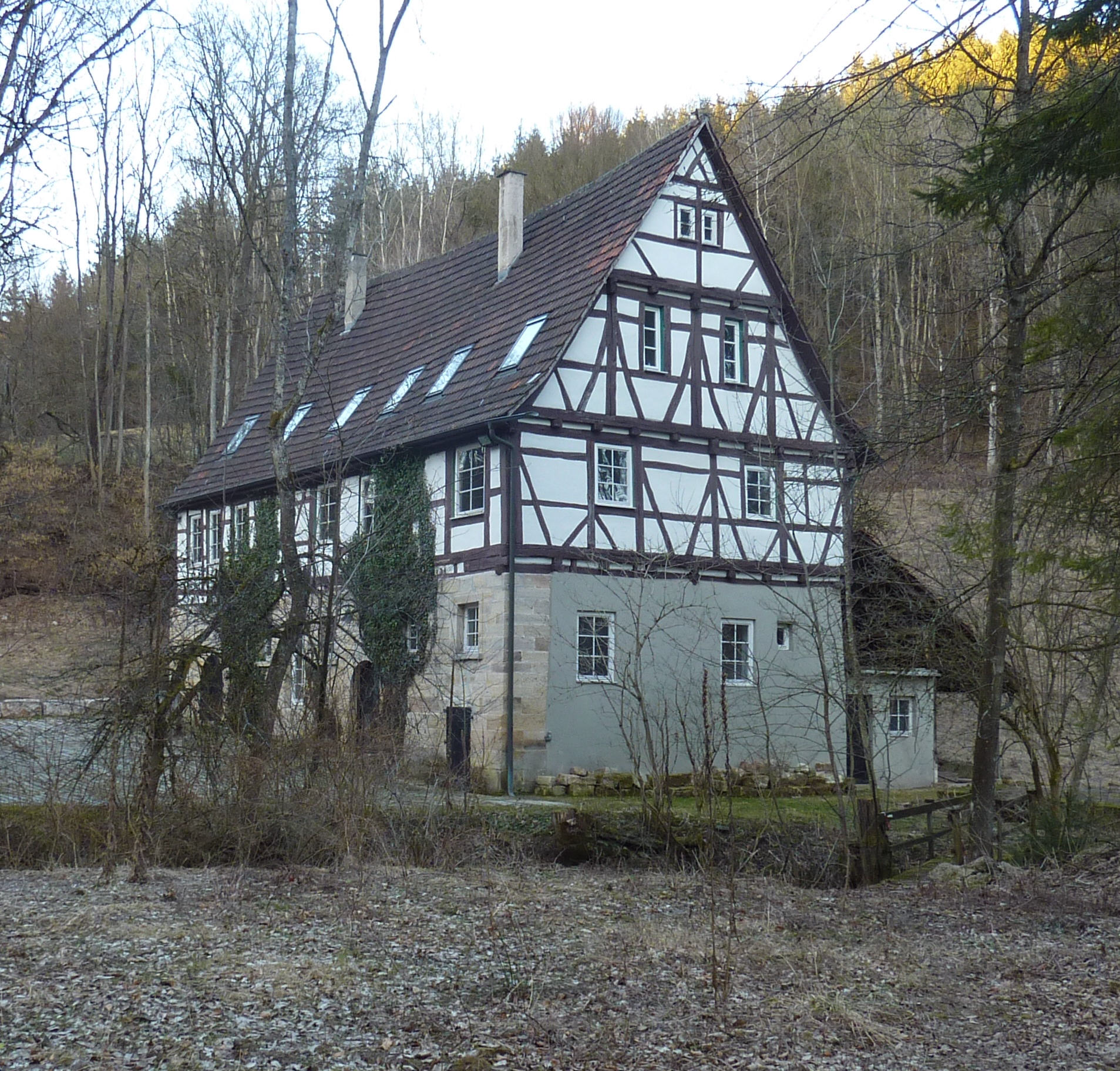
リヒテンヴァルトの水車小屋

### 経済史
20世紀初めまで農業と林業が2つの町の住民の主な収入源であった。炭焼きも行われていた。手工業は地元の需要に応じる程度であった。ライヒェンバッハタールの2つの水車は何世紀もの間最大の産業機関であった。1つは穀物を挽くため、もう1つは搾油用で後に骨粉製造用となり、現在は製材用に造り替えられている。
1930年から離農が続いた。多くの住民が仕事のために都市部に通勤するようになった（1987年にはこの町に住む1,172人の就労者の 79.6 %。がリヒテンヴァルトからネッカー＝フィルスタールに働きに行っていた）。たとえばヘーゲンローエでは、1945年から1969年までの間に住居が約 150 % に増加した。上下水道などのインフラは、改善した所得状況とそれに伴う税収増加により1950年代に大きく改善・拡張された。遊歩道の整備によりレジャーの機会も増した。こうして現在のリヒテンヴァルトは、2つの農村から1つの活気ある住宅地へと変貌した。

### 現状
リヒテンヴァルトの地元企業は約130人の職場を提供している。このうち最大の雇用主が町である。この事から判るように、リヒテンヴァルトは住宅地で、就労者のベッドタウンとなっている。商工業部分を含むトーマスハルト＝オスト地区の建設地区指定により雇用と産業税収入の拡大が期待されている。現存する商工業用地は約 50 % がすでに販売され、間もなく建設される。わずかな大規模営農者と兼業農家が、約 296 ha を農地として利用している。
この町のショッピングは、商工業地トーマスハルト＝オスト完成以来ここでなされている。ここには、2014年5月初めの時点で、売り場面積 840&nmsp;m2 のスーパーマーケット、飲料マーケット、立ち飲みカフェを併設したパン屋の支店などがある。地元の農家により、果実、野菜、ソーセージ製品、新鮮なミルクが販売されている。
1990年代には各地区に「タンテ＝エマ」商店があったが、不採算のために閉鎖せざるを得なかった。2つの銀行の支店（フォルクスバンクと KSK エスリンゲン＝ニュルティンゲン）も閉鎖された。

## 文化と見所
リヒテンヴァルトには、規模こそ小さい者の、優れた文化プログラムが存在する。2003年には約8,000人の観客のうち、半数以上が町外からの客であった。地元の芸術家が文化プログラムに応じ創作を行い、町の景観を創っている。水道塔がその最も好適な例である。これはそのセラミック・モザイクで郡外からも注目されている。文化プログラムは毎年異なるモットーを掲げている。たとえば2004年は「エドゥアルト・メーリケとEU-拡大」をテーマにしていた。このため2004年6月にフランス、ポーランド、チェコ、ロシアからの芸術家による国際象眼細工展示が行われた。
この町に住む、あるいはこの町出身の有名な芸術家には、俳優のエルンスト・シュペヒト、ピアニストのマルティン・ピルヴァイン、その妻で芸術家のカルメン・ピルヴァイン、象眼作家のエーバーハルト・シャイヒング、芸術家夫妻のアンジーおよびルネ・ハインツェ、女性ピアニストのグンヒルデ・クラマー、ソプラノ歌手コンスタンツェ・ザイツ、バリトン歌手ヴァルター・グルップ、芸術家ディーター・マイヤー＝ヤコービ、彫刻家ベルトラム・ジッツ、ジャングラー・アンドレアス・ヴィッティヒがいる（あるいは、いた）。

### リヒテンヴァルト市民大学
リヒテンヴァルト市民大学は、町の困難な財政状況から、2003/04年にエスリンゲン市民大学の連帯組織から脱退して、町の管理下に統合されている。財政上、教材費は賄えるが、人件費までは無理である。リヒテンヴァルトの市民大学は、純粋な教育機関というだけでなく、文化活動や子供向けプログラムも組み込まれている。最初の学期には約3,000人が参加したが、その多くはヴァイプリンゲン、ゲッピンゲン、エスリンゲン地域からの参加であった。

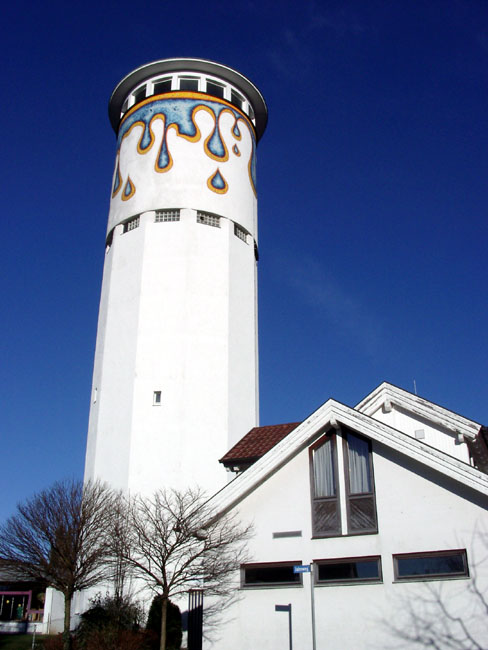
リヒテンヴァルトの水道塔

### 見所と自然文化財
ヘーゲンローエには、1479年に完成した教区教会がある。この教会には司祭館と司祭倉庫が併設されている。その近くにはパン焼き小屋もある。トーマスハルトの魅力としては、再開発によって造られたドルフ広場（町役場はここにある）と芸術的に装飾された水道塔がある。水道塔は頂上まで登ることができるプラットフォームが設けられており、ホーエンシュタウフェンからホーエンツォレルンまでのシュヴェービシェ・アルプの壮大な風家を観ることができる。塔の上部には地元の芸術家ハインツェ夫妻が製作した水滴型の多彩な陶板モザイクが設置されている。

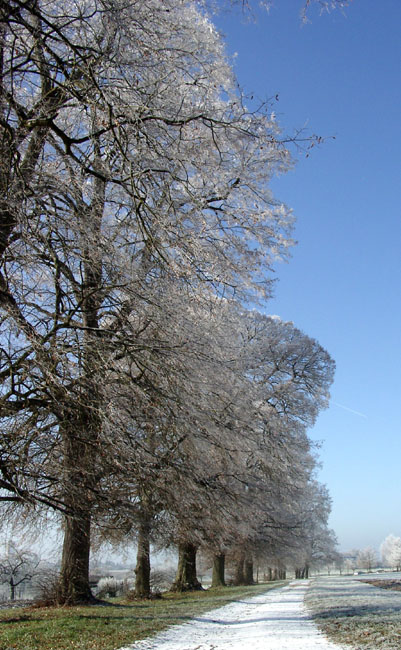
トーマスハルデ近郊のリンデンアレー

リヒテンヴァルトの多くの樹木や木立が自然文化財に指定されている。中にはヘーゲンローエの教会の近くにあるドルフリンデ（セイヨウボダイジュ）が含まれていた。これは1800年頃に植えられたもので、高さは約 20 m、幹周りは 3.2 m ある。この木は幹がほとんど空洞化しており安定していないことから、2012年春に伐採された。この場所には新しいセイヨウボダイジュが植えられた。ヘーゲンローエから東に約 800 m の森の中にあるシェーンブリュックレスアイヒェ（オーク）も自然文化財である。この木は樹齢330年以上で、高さ 45 m、周囲は 4.3 m ある。38本の木が並ぶトーマスハルデ近郊のリンデンアレー（セイヨウボダイジュの並木道）も特筆に値する。木の高さは約 30 m、樹齢は170年ほどである。

### 年中行事
リヒテンヴァルトで毎年開催される大きなイベントが、町立ホールで1月に開催される TSV-リヒテンヴァルトの演劇部門の公演と、リヒテンヴァルト・ハーフマラソンである。リヒテンヴァルト最大のイベントであるハーフマラソンには、約1,000人の参加者や観客が遠くからも訪れる。この他にリヒテンヴァルト市民大学が数多くの講演会を開催している。他のクラブ（エーデルヴァイス遊歩協会、歌唱協会など）も毎年祭で町の暮らしに寄与している。

## 関連図書
- Manfred Langhans (1969). Hegenloher Heimatbuch
- Manfred Langhans (1980). : Der Schurwald: Land u. Leute einst u. jetzt (2 ed.). Stuttgart: Kohlhammer. ISBN 978-3-17-005680-0
- Lichtenwald, Hegenlohe und Thomashardt, Bilder aus vergangenen Tagen. Horb a.N.: Geiger-Verlag. (1985)
- Friedrich Karl Reuß, ed (2004). So ebbes!, Anekdoten aus Hegenlohe, Thomashardt und Schlichten. Hohengehren: Schneider Verlag. ISBN 978-3-89676-843-8
- Landesarchiv Baden-Württemberg i. V. mit dem Landkreis Esslingen, ed (2009). Der Landkreis Esslingen Bd. 2., B, Die Gemeinden, historische Grundlagen und Gegenwart (Fortsetzung) : Großbettlingen bis Wolfschlugen. Ostfildern: Jan Thorbecke Verlag. p. 165. ISBN 978-3-7995-0842-1